# IC 1741
IC 1741 ist eine linsenförmige Galaxie vom Hubble-Typ S0/a im Sternbild Walfisch südlich der Ekliptik. Sie ist schätzungsweise 665 Millionen Lichtjahre von der Milchstraße entfernt und hat einen Durchmesser von etwa 160.000 Lichtjahren.
Im selben Himmelsareal befinden sich u. a. die Galaxien NGC 725, NGC 734, NGC 756, IC 1745.
Das Objekt wurde am 1. Januar 1900 von Herbert Alonzo Howe entdeckt.